# گابریل مونتاپرتو
گابریل مونتاپرتو (انگلیسی: Gabriel Montaperto؛ زادهٔ ۶ سپتامبر ۱۹۹۷) بازیکن فوتبال است.
از باشگاه‌هایی که در آن بازی کرده‌است می‌توان به باشگاه فوتبال کالیاری اشاره کرد.